# UFC Fight Night: Mousasi vs. Hall 2
UFC Fight Night: Mousasi vs. Hall 2 è stato un evento di arti marziali miste tenuto dalla Ultimate Fighting Championship svolto il 19 novembre 2016 al The SSE Arena di Belfast, Irlanda del Nord.

## Retroscena
Questo è stato il secondo evento organizzato dalla UFC in Irlanda del Nord. Il primo fu UFC 72 del giugno 2007.
L'incontro di pesi welter tra Dong Hyun Kim e Gunnar Nelson doveva essere il main event della card. Tuttavia, il 21 ottobre, venne annunciato che Nelson aveva subito un infortunio e quindi l'intero incontro fu cancellato. In seguito, il rematch tra l'ex campione dei pesi mediomassimi Strikeforce Gegard Mousasi e Uriah Hall venne scelto come incontro principale dell'evento. I due si erano già affrontati a settembre del 2015, in un incontro che vide vincere il giamaicano per KO tecnico al secondo round.
L'incontro tra Ross Pearson e James Krause doveva inizialmente svolgersi all'evento The Ultimate Fighter: Team Joanna vs. Team Claudia Finale. Tuttavia, Krause venne rimosso dalla card senza motivo apparente e l'incontro fu riorganizzato come co-main event di questa card. Successivamente, il 26 ottobre, Krause subì la lacerazione del tendine del ginocchio, venendo sostituito da Stevie Ray.
Dopo la cancellazione dell'evento UFC Fight Night: Lamas vs. Penn, l'incontro di pesi mosca tra Kyoji Horiguchi e Ali Bagautinov venne spostato per questo evento.
Alla verifica del peso, Zak Cummings superò il limite dei pesi welter di quasi un chilo, pesando infatti 77,6 kg. L'incontro venne spostato nella categoria catchweight.
L'incontro di pesi mosca, tra Ian McCall e Neil Seery, venne cancellato a seguito di alcuni problemi di salute da parte di McCall a causa del taglio del peso.

## Risultati
|                                   | Divisione                        |                                  |                                  |                                  | Metodo                                      | Round                            | Tempo                            | Premio                           |
| Card Principale (UFC Fight Pass)  | Card Principale (UFC Fight Pass) | Card Principale (UFC Fight Pass) | Card Principale (UFC Fight Pass) | Card Principale (UFC Fight Pass) | Card Principale (UFC Fight Pass)            | Card Principale (UFC Fight Pass) | Card Principale (UFC Fight Pass) | Card Principale (UFC Fight Pass) |
| --------------------------------- | -------------------------------- | -------------------------------- | -------------------------------- | -------------------------------- | ------------------------------------------- | -------------------------------- | -------------------------------- | -------------------------------- |
|                                   | Pesi Medi                        | Gegard Mousasi                   | batte                            | Uriah Hall                       | KO Tecnico (pugni)                          | 1                                | 4:37                             |                                  |
|                                   | Pesi Leggeri                     | Stevie Ray                       | batte                            | Ross Pearson                     | Decisione non unanime (27-30, 30-27, 30-27) | 3                                | 5:00                             |                                  |
|                                   | Pesi Massimi                     | Alexander Volkov                 | batte                            | Timothy Johnson                  | Decisione non unanime (29-28, 27-30, 29-28) | 3                                | 5:00                             |                                  |
|                                   | Pesi Piuma                       | Artem Lobov                      | batte                            | Teruto Ishihara                  | Decisione unanime (30-27, 30-27, 29-28)     | 3                                | 5:00                             |                                  |
| Card Preliminare (UFC Fight Pass) |                                  |                                  |                                  |                                  |                                             |                                  |                                  |                                  |
|                                   | Pesi Medi                        | Jack Marshman                    | batte                            | Magnus Cedenblad                 | KO Tecnico (pugni)                          | 2                                | 3:32                             |                                  |
|                                   | Pesi Mosca                       | Kyoji Horiguchi                  | batte                            | Ali Bagautinov                   | Decisione unanime (30-27, 30-27, 30-27)     | 3                                | 5:00                             |                                  |
|                                   | Pesi Leggeri                     | Kevin Lee                        | batte                            | Magomed Mustafaev                | Sottomissione tecnica (rear-naked choke)    | 2                                | 4:31                             |                                  |
|                                   | Pesi Paglia (F)                  | Amanda Cooper                    | batte                            | Anna Elmose                      | Decisione unanime (30-27, 29-28, 29-28)     | 3                                | 5:00                             |                                  |
|                                   | Pesi Massimi                     | Justin Ledet                     | batte                            | Mark Godbeer                     | Sottomissione (rear-naked choke)            | 1                                | 2:16                             |                                  |
|                                   | Catchweight (78,4)               | Zak Cummings                     | batte                            | Alexander Yakovlev               | Sottomissione (armbar)                      | 2                                | 4:02                             |                                  |
|                                   | Pesi Gallo (F)                   | Marion Reneau                    | batte                            | Milana Dudieva                   | KO Tecnico (pugni e gomitate)               | 3                                | 3:03                             |                                  |
|                                   | Pesi Gallo                       | Brett Johns                      | batte                            | Kwan Ho Kwak                     | Decisione unanime (30-27, 30-27, 30-27)     | 3                                | 5:00                             |                                  |
|                                   | Pesi Welter                      | Abdul Razak Alhassan             | batte                            | Charlie Ward                     | KO (pugni)                                  | 1                                | 0:53                             |                                  |

## Premi
I lottatori premiati ricevettero un bonus di 50.000 dollari.
Legenda:
- FOTN: Fight of the Night (vengono premiati entrambi gli atleti per il miglior incontro dell'evento)
- POTN: Performance of the Night (viene premiato il vincitore per la migliore performance dell'evento)

## Incontri Annullati
|  | Divisione    |               |        |               | Motivo                                      |
|  | ------------ | ------------- | ------ | ------------- | ------------------------------------------- |
|  | Pesi Welter  | Gunnar Nelson | contro | Dong Hyun Kim | Nelson subì un infortunio                   |
|  | Pesi Leggeri | Ross Pearson  | contro | James Krause  | Krause subì un infortunio                   |
|  | Pesi Mosca   | Ian McCall    | contro | Neil Seery    | McCall ebbe problemi con il taglio del peso |